# Martín de Córdoba y Velasco
Martín de Córdoba y Velasco (?, 1520 - Alcaudete, 1604), marqués de Cortes, fue un militar y político español, gobernador de Orán y virrey de Navarra.

## Biografía
Hijo de Martín Alonso Fernández de Córdoba, I conde de Alcaudete, y de María Leonor Pacheco. Su hermano mayor fue Alfonso de Córdoba y Velasco, II conde de Alcaudete. 
En su juventud estudió en la universidad de Salamanca, tal y como era habitual con los hijos de la nobleza que no eran primogénitos. 
En 1543 marchó a Orán, plaza de la cual su padre era gobernador y capitán general. Ese mismo año, Martín se quedó al cargo de la plaza cuando su padre el conde partió a la conquista de Tremecén. En su estancia en el norte de África llegó a capitanear las tropas de su padre en diversas batallas, y se quedó al mando del gobierno de Orán hasta en tres ocasiones, en 1547, entre 1550 y 1554, y en 1557. En 1558 participó junto a su padre en la batalla de Mostaganem, que acabó con el conde muerto en combate, y con Martín apresado como esclavo cristiano por Hasan Pasha, hijo de Barbarroja. Permaneció cautivo en Argel durante tres años, hasta que su hermano Alfonso, nuevo gobernador de Orán, pagó un rescate de 23,000 escudos. Tras su liberación asistió a su hermano en el gobierno de Orán. Destacable fue su papel durante la defensa de Mazalquivir en 1563, en el que consiguieron resistir al ataque otomano. Esta victoria le valió la encomienda de Hornachos de la orden de Santiago, de la que era trece. En 1564 se quedó al frente del ejército de África cuando su hermano accedió al cargo de virrey de Navarra.
En 1565 el rey le nombró miembro del consejo de Estado y Guerra. Ese mismo año se casó con Jerónima de Navarra y Enríquez de Carra, marquesa de Cortes, tras quedar ella viuda de su primer matrimonio con Juan de Benavides Manrique. Este matrimonio le valió los títulos VII mariscal de Navarra y marqués de Cortes, aunque no tuvieron descendencia.
En 1575, el rey Felipe II le mandó de nuevo a África, como gobernador de Orán y Mazalquivir, y capitán general del reino de Tremecén. Allí mantuvo enfrentamientos con el rey de Tremecén Amir Zuleiman, por el impago de los impuestos de vasallaje al rey español. Tras hacer prisionero al rey, este accedió finalmente al pago de los tributos convenidos.
En 1589 fue nombrado, al igual que su padre y su hermano antes, en el cargo de virrey de Navarra. Allí reforzó las defensas de Pamplona, clave por su cercanía a la frontera com Francia, hasta convertirla en una plaza casi inexpugnable.
En 1595 el rey pensó en él para el gobierno de Flandes, aunque desistió por su avanzada edad. Finalmente le asignó la encomienda de Socuéllamos de la orden de Santiago, y le dio la presidencia del consejo de Órdenes en abril de ese mismo año. En 1600 se retiró al convento de santa Clara en Alcaudete, donde falleció en 1604.